# Polaris Inc.
|  | Flytteforslag Denne side er foreslået flyttet til Polaris Inc.. Klik her for at se flytteforslaget. |

Polaris Inc. (NYSE: PII) er en amerikansk producent af ATV'er, snescootere og motorcykler, der er baseret i Medina, Minnesota. Polaris blev etableret i 1954 i Roseau, Minnesota, hvor de fortsat har ingeniør- og produktionsfaciliteter. Polaris har en årsomsætning på 8 mia. $ og i alt 16.000 ansatte.